# After Many Years (film 1908)
After Many Years è un cortometraggio muto del 1908 diretto da David W. Griffith. Prodotto e distribuito dalla American Mutoscope & Biograph, il film - girato ad Atlantic Highlands nel New Jersey - uscì nelle sale il 3 novembre 1908.
Il soggetto è tratto dal poema Enoch Arden di Lord Tennyson (Boston, 1864) che, nel 1911, Griffith riprenderà in altri due film, Enoch Arden: Part I e Enoch Arden: Part II.

## Produzione
Il film fu prodotto dall'American Mutoscope & Biograph e girato il 22 settembre e l'8 e 10 ottobre 1908 nel New Jersey, alle Atlantic Highlands e a Sea Bright.

## Distribuzione
Il copyright del film, richiesto dall'American Mutoscope and Biograph Co., fu registrato il 28 ottobre 1908 con il numero H117541.
Distribuito dalla American Mutoscope & Biograph, il film - un cortometraggio di circa diciassette minuti - uscì nelle sale cinematografiche USA il 3 novembre 1908. Una copia della pellicola viene conservata negli archivi della Library of Congress (positivo in 35 mm).